# ホンダ・キャパ
キャパ（CAPA）は、本田技研工業がかつて生産、販売していたトールワゴン型の小型自動車である。

## 概要
「J・ムーバー」のシリーズ第1弾として、コンパクトカーのロゴからプラットフォームを流用し開発された。「J・ムーバー」は、オデッセイ などに代表される「クリエイティブ・ムーバー」の第2ステージとして、「Small is Smart」の発想をもとに、日常生活での使いやすさやコンパクトさ、軽さゆえの低燃費（エコロジー）さに加え、楽しさ（Joyful）をも求め提案されたものであった。スペースフルな使い勝手で人気を獲得し、同年発売の日産・キューブなどとともにコンパクトカーの分野に、ハイルーフワゴンという分野を確立させた。
街乗りでのベストサイズをめざしたコンパクトな車体寸法でありながら、家族で乗ってもゆとりのある室内空間を再現するため、広い室内空間と良好な視界を確保した「ヒューマンデッキ」と、室内への機能部分の張り出しを最小限にして、フラットフロアを実現した「メカデッキ」とを合わせた「デュアルデッキ・パッケージ」と呼称する車体構成を基本に設計されている。実際はロゴの車台の上にもう1枚のキャビンフロアを配置する二重フロア構造のため、ベースとなったロゴよりボディを強化したほか、それに伴う車体重量の増加によりサスペンションの設定が見直され、ロゴで問題視されたサスペンションセッティングが改善された。
搭載されたエンジンはD15B型の1種類で、トランスミッションも当初はCVTのホンダマルチマチックのみであったが、マイナーチェンジの際に廉価版として4速オートマチックトランスミッションが追加された。

## 搭載エンジン
ホンダ・D15B型
- エンジン種類:水冷直列4気筒横置き
- 弁機構:SOHCベルト駆動 吸気2 排気2
- 最高出力:72kW(98PS)/6,300rpm
- 最大トルク:133N·m(13.6kgf·m)/3,500rpm
- 総排気量:1,493cc
- 内径×行程:75.0mm×74.5mm
- 圧縮比:9.4
- 燃料供給装置形式:電子制御燃料噴射式（PGM-FI）
- 使用燃料種類:無鉛レギュラーガソリン
- 燃料タンク容量:40L

## 初代 GA4/6型（1998年-2002年）
- 1997年 - 東京モーターショーに「J-MW」として出展された。
- 1998年4月23日 - 正式発表される（販売は翌4月24日）。
- 1999年9月16日 - マイナーチェンジ。外観はバンパーの変更程度であったが、4WD仕様（デュアルポンプシステムのリアルタイム4WD）が追加されたほか、トランスミッションは4速AT（FFのみ）とマルチマチックSとの2種類となった。安全面ではブレーキアシストを追加し、インテリアでは全車にタコメーターを標準装備した。
- 2000年5月25日、特別仕様車「ツイッテル」を発売[3]。
- 2000年11月30日 - マイナーチェンジ。フロントグリル・バンパー・シートなどが変更され、特別仕様車だった「ツイッテル」を常設グレードに追加した。
- 2001年12月21日 - 事実上の後継車であるモビリオの登場後も継続して生産・販売された。
- 2002年1月[4] - 生産終了。在庫対応分のみの販売となる。
- 2002年2月[5]-在庫対応分がすべて完売し販売終了。販売期間中の新車登録台数の累計は11万331台[2]と振るわなかったが、カスタムパーツは大量に発売された。

## 車名の由来
才能、許容範囲、包容力といった意味を持つ英語"Capacity"からの造語。

## 取扱販売店
- プリモ店
- ベルノ店